# Xouthous novaezealandiae
Xouthous novaezealandiae is een eenoogkreeftjessoort uit de familie van de Pseudotachidiidae. De wetenschappelijke naam van de soort is voor het eerst geldig gepubliceerd in 1883 door Thomson G.M..